# Lista de soberanos da Pomerânia

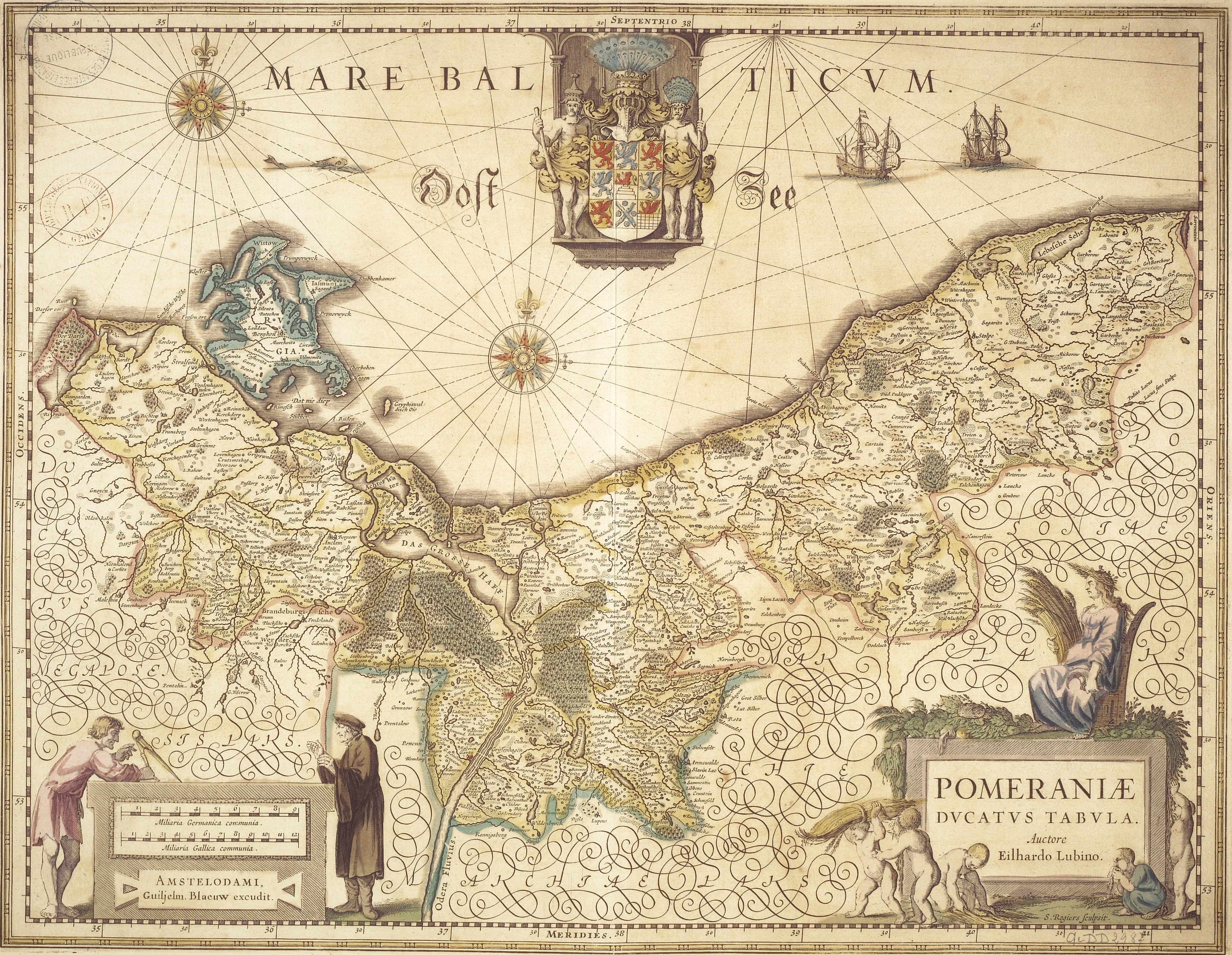
Mapa da Pomerânia no século XVII

Apresenta-se abaixo uma lista cronológica dos duques da Pomerânia.

## Duques das Tribos Pomeranas-Eslavas
As terras pomeranas foram primeiramente governadas por tribos locais, que se instalaram na Pomerânia entre os séculos X e XI.

### Não dinásticos
| Governante      | Governante | Nascimento     | Governo             | Morte                 | Território                          | Consorte     | Notas                                                                               |
| --------------- | ---------- | -------------- | ------------------- | --------------------- | ----------------------------------- | ------------ | ----------------------------------------------------------------------------------- |
| Siemomysl       |            | c.1000 ou 1020 | Depois de 1000-1046 | c.29 de junho de 1046 | Pomerânia                           | Desconhecida | Primeiro duque conhecido da Pomerânia. Origens desconhecidas.                       |
| Swietobor       |            | antes de 1046  | 1060-1106           | 1106                  | Pomerânia                           | Ana          | Filho de Siemomysl.                                                                 |
| Esviatopolque I |            | antes de 1106  | 1106-1113           | 1113                  | Pomerânia-Gedano (futura Pomerélia) | Desconhecida | Apesar de não ter sido duque, governou terras que formariam mais tarde este ducado. |

Em 1106, a Pomerânia foi dividida entre os filhos de Swietobor: Vartislau, que fundou a Casa da Pomerânia e o Ducado da Pomerânia, e Esviatopolque I. Após a morte deste, as suas terras foram ocupadas pelo príncipe saxão prince Lotário de Supplingenburgo. Em 1155, as terras ganharam nova independência sob Sobieslau I, que fundou a dinastia dos Samboridas, e o Ducado da Pomerélia.

## Ducado da Pomerânia
O Ducado resultou da divisão de Swietobor, Duque da Pomerânia, na qual o seu filho Vartislau herdou as terras que se tornariam de facto conhecidas como Pomerânia.

O Grifo da Pomerânia

### Divisões da Pomerânia

#### 1ª divisãoː 1155-1264
Em 1155, a Pomerânia foi dividida em Pomerânia-Estetino e Pomerânia-Demino. Em 1190 a Terra de Słupsk-Sławno separou-se de Estetino.
Em 1231 Frederico II, Sacro Imperador Romano-Germânico ofereceu a homenagem da Pomerânia à Marca de Brandemburgo,que reforçou esta reivindicação nos Tratados de Kremmen (1236) e de Landin (1250). Desta forma a Pomerânia tornou-se terra do Brandemburgo, e vassalo indireto do Império.
Em 1227, Stolp foi para a Pomerélia, Schlawe para a Pomerânia. No período 1238–1316 ambas foram anexadas pela Pomerélia, governada autonomamente por uma dinastia de castelãos, os Samboridas. Em 1316, a área torna-se parte da Pomerânia-Wolgast, em união pessoal até 1347, quando é anexada verdadeiramente.
Após a morte de Varcislau III sem herdeiros em 1264, Barnim I reúne o ducado. Após a morte de Barnim, o ducado foi governado pelos filhos, Barnim II, Otão I e Boguslau IV. Nos primeiros anos, Bogislau, como primogénito, governou pelos outros irmãos mais novos. 

#### 2ª divisãoː 1295-1368
Em 1295, o Ducado foi novamente dividido, sensivelmente pelos rios Peene e Ina, sendo as ̟áreas a norte destes rios governadas por Bogislau IV e designaram-se Pomerânia-Wolgast, e a sul, governadas por Otão I e designadas Pomerânia-Estetino. 

#### 3ª divisãoː 1368-1376
Em 1368, Pomerânia-Wolgast foi dividida numa parte oeste e numa parte a leste. Esta última passou a designar-se na literatura de Pomerânia-Estolpe em honra à residência nessa localidade, Estolpe.

#### 4ª divisãoː 1376/1377-1478
Em 1376, a parte oeste da já pequena Pomerânia-Wolgast subdividiu-se numa parte ainda mais pequena, designada Pomerânia-Barth em honra à residência ducal em Barth. No ano seguinte a parte oeste da Pomerânia-Stolp separa-se e forma a Pomerânia-Stargard, em honra à residência ducal de Stargard.
Em 1459, as partes de Stargard e Stolp deixaram de existir, e, em 1478, após 200 anos de divisão, o ducado foi reunido por um curto período de tempo, quando todas as partes foram herdadas por Boguslau X.

#### 5ª divisãoː 1531-1569
Em 1531, a Pomerânia foi novamente dividida em -Estetino e -Wolgast. Contudo, apesar dos nomes iguais, ⁻Wolgast passou a designar as posses a oeste e -Estetino as posses a leste. 

#### 6ª divisãoː 1569-1625
Em 1569, foram criados os ducados de -Barth (a partir de -Wolgast) e -Rügenwalde (Darłowo) (a partir de -Estetino).

#### Reunião definitiva e anexação à Suécia
Em 1625, Boguslau XIV reuniu toda a Pomerânia sob o seu governo. Mas, em 1637, a Suécia passou a controlar as partes oeste da Pomerânia, posse esta legalizada na Paz de Vestfália em 1648 (Pomerânia sueca). 
Entre 1637 e 1657 a Terra de Lauenburg-Bütow foi anexada pela Polónia e depois pelo Brandemburgo. Em 1648 Brandemburgo só reclamara as partes leste da Pomerânia, designando-se duques da Pomerânia, e integrando a sua parte nas terras do Eleitorado e fazendo dela uma província do posterior Reino da Prússia em 1815, nessa altura incluindo já as partes suecas.

### Duques da Pomerânia: ACasa de Grifos

#### Partições da Pomerânia sob governo dos Grifos
| Ducado da Pomerânia (1121-1156)  |                                  |                                  |                                  |                                   |                                   |                                   |                                   |                                  |                                     |                                   |                                     |
| Demino (1ª criação) (1156-1184)  | Demino (1ª criação) (1156-1184)  | Demino (1ª criação) (1156-1184)  | Demino (1ª criação) (1156-1184)  | Estetino (1ª criação) (1156-1264) | Estetino (1ª criação) (1156-1264) | Estetino (1ª criação) (1156-1264) | Estetino (1ª criação) (1156-1264) | Schlawe-Stolp (1156-1238)        | Schlawe-Stolp (1156-1238)           | Schlawe-Stolp (1156-1238)         | Schlawe-Stolp (1156-1238)           |
|                                  |                                  |                                  |                                  |                                   |                                   |                                   |                                   | Schlawe-Stolp (1156-1238)        | Schlawe-Stolp (1156-1238)           | Schlawe-Stolp (1156-1238)         | Schlawe-Stolp (1156-1238)           |
| Demino (2ª criação) (1208-1264)  |                                  |                                  |                                  |                                   |                                   |                                   |                                   | Schlawe-Stolp (1156-1238)        | Schlawe-Stolp (1156-1238)           | Schlawe-Stolp (1156-1238)         | Schlawe-Stolp (1156-1238)           |
|                                  |                                  |                                  |                                  |                                   |                                   |                                   |                                   |                                  |                                     |                                   |                                     |
| Ducado da Pomerânia (1264-1295)  |                                  |                                  |                                  |                                   |                                   |                                   |                                   |                                  |                                     |                                   |                                     |
| Wolgast (1ª criação) (1295-1478) | Wolgast (1ª criação) (1295-1478) | Wolgast (1ª criação) (1295-1478) | Wolgast (1ª criação) (1295-1478) | Wolgast (1ª criação) (1295-1478)  | Wolgast (1ª criação) (1295-1478)  | Wolgast (1ª criação) (1295-1478)  | Wolgast (1ª criação) (1295-1478)  | Wolgast (1ª criação) (1295-1478) | Wolgast (1ª criação) (1295-1478)    | Estetino (2ª criação) (1295-1464) | Estetino (2ª criação) (1295-1464)   |
|                                  |                                  |                                  |                                  |                                   | Stolp (1368-1459)                 |                                   |                                   |                                  |                                     | Estetino (2ª criação) (1295-1464) | Estetino (2ª criação) (1295-1464)   |
| Barth (1ª criação) (1377-1393)   |                                  |                                  |                                  |                                   |                                   |                                   |                                   |                                  | Stargard (1377-1395)                | Estetino (2ª criação) (1295-1464) | Estetino (2ª criação) (1295-1464)   |
|                                  |                                  |                                  |                                  |                                   |                                   |                                   |                                   |                                  | Stargard (1377-1395)                | Estetino (2ª criação) (1295-1464) | Estetino (2ª criação) (1295-1464)   |
|                                  |                                  |                                  |                                  |                                   |                                   |                                   |                                   |                                  |                                     | Estetino (2ª criação) (1295-1464) | Estetino (2ª criação) (1295-1464)   |
| Barth (2ª criação) (1425-1451)   |                                  |                                  |                                  |                                   |                                   |                                   |                                   |                                  |                                     | Estetino (2ª criação) (1295-1464) | Estetino (2ª criação) (1295-1464)   |
|                                  |                                  |                                  |                                  |                                   |                                   |                                   |                                   |                                  |                                     | Estetino (2ª criação) (1295-1464) | Estetino (2ª criação) (1295-1464)   |
| Barth (3ª criação) (1457-1478)   |                                  |                                  |                                  |                                   |                                   |                                   |                                   |                                  |                                     | Estetino (2ª criação) (1295-1464) | Estetino (2ª criação) (1295-1464)   |
|                                  |                                  |                                  |                                  |                                   |                                   |                                   |                                   |                                  |                                     | Estetino (2ª criação) (1295-1464) | Estetino (2ª criação) (1295-1464)   |
|                                  |                                  |                                  |                                  |                                   |                                   |                                   |                                   |                                  |                                     |                                   |                                     |
| Ducado da Pomerânia (1478-1531)  |                                  |                                  |                                  |                                   |                                   |                                   |                                   |                                  |                                     |                                   |                                     |
| Wolgast (2ª criação) (1531-1625) | Wolgast (2ª criação) (1531-1625) | Wolgast (2ª criação) (1531-1625) | Wolgast (2ª criação) (1531-1625) | Wolgast (2ª criação) (1531-1625)  | Wolgast (2ª criação) (1531-1625)  | Wolgast (2ª criação) (1531-1625)  | Wolgast (2ª criação) (1531-1625)  | Wolgast (2ª criação) (1531-1625) | Wolgast (2ª criação) (1531-1625)    | Estetino (3ª criação) (1531-1569) | Estetino (3ª criação) (1531-1569)   |
|                                  |                                  |                                  |                                  |                                   | Barth (4ª criação) (1569-1603)    | Barth (4ª criação) (1569-1603)    | Barth (4ª criação) (1569-1603)    | Barth (4ª criação) (1569-1603)   | Rügenwalde (1ª criação) (1569-1600) | (linha de Wolgast 1569-1600)      | (linha de Wolgast 1569-1600)        |
|                                  |                                  |                                  |                                  |                                   | Barth (4ª criação) (1569-1603)    | Barth (4ª criação) (1569-1603)    | Barth (4ª criação) (1569-1603)    | Barth (4ª criação) (1569-1603)   | (linha de Rügenwalde 1600-1603)     |                                   |                                     |
|                                  |                                  |                                  |                                  |                                   | (linha de Barth 1603-1625)        | (linha de Barth 1603-1625)        | (linha de Barth 1603-1625)        | (linha de Barth 1603-1625)       | (linha de Barth 1603-1625)          | (linha de Barth 1603-1625)        | Rügenwalde (2ª criação) (1603-1620) |
|                                  |                                  |                                  |                                  |                                   |                                   |                                   |                                   |                                  |                                     |                                   |                                     |
| Ducado da Pomerânia (1625-1637)  |                                  |                                  |                                  |                                   |                                   |                                   |                                   |                                  |                                     |                                   |                                     |

#### Os governantes
(Nota: A numeração dos governantes é a mesma para todos os ducados, uma vez que todos foram intitulados Duques da Pomerânia. Os duques estão numerados por ano de sucessão.)
| Governante                                           | Governante | Nascimento              | Reinado                                    | Morte                                                | Parte                                  | Consorte | Notas |
| ---------------------------------------------------- | ---------- | ----------------------- | ------------------------------------------ | ---------------------------------------------------- | -------------------------------------- | --- | --- |
| Varcislau I                                          |            | c.1091                  | 1121-1135                                  | 1135                                                 | Pomerânia                              | 24 esposas pagãs Heila da Saxónia antes de 1128 um filho Ida da Dinamarca 1129 três filhos | Primeiro duque da Pomerânia e fundador da família. Pagão, converteu-se ao Cristianismo no início do século XII. Depois, com o seu filho, apoiou Otão de Bamberga na conversão pomerana. |
| Racibor I                                            |            | c.1124                  | 1135-1156                                  | 1156                                                 | Pomerânia                              | Pribislava Yaroslavna da Volhínia 1136 quatro filhos | Antepassado do ramo Raciborida da dinastia que governou na Terra de Estolpe-Sławno. |
| Casimiro I                                           |            | depois de 1130          | 1156-1180                                  | outono (setembro-dezembro) de 1180                   | Pomerânia-Demino                       | Pritolawa sem filhos | |
| Varcislau II                                         |            | c.1160                  | 1180-1184                                  | c.1184                                               | Pomerânia-Demino                       | Sofia da Polónia sem filhos | |
| Bogislau I                                           |            | 1127                    | 1156-1184                                  | 18 de março de 1187                                  | Pomerânia-Estetino                     | Valburga da Dinamarca três filhos Anastácia da Grã-Polónia 26 de abril de 1177 dois filhos | Em 1184, após a morte de Varcislau II, reuniu Demino e Estetino sob o seu governo. |
| Bogislau I                                           | 1184-1187  | 1127                    | Pomerânia-Estetino e Pomerânia-Demino      | 18 de março de 1187                                  |                                        | Valburga da Dinamarca três filhos Anastácia da Grã-Polónia 26 de abril de 1177 dois filhos | Em 1184, após a morte de Varcislau II, reuniu Demino e Estetino sob o seu governo. |
| Esviatopolque                                        |            | antes de 1156           | 1156-c.1190                                | c.1190                                               | Pomerânia-Schlawe-Estolpe              | Não casou | |
| Anastácia da Grã-Polónia (regente)                   |            | c.1164                  | 1187-1208                                  | c.1240                                               | Pomerânia-Estetino e Pomerânia-Demino  | Bogislau I 26 de abril de 1177 dois filhos | Viúva de Boguslau I, mantém as terras do esposo unidas até à maioridade dos filhos, altura em que se fez a divisão do ̟património familiar. |
| Bogislau II                                          |            | 1177                    | 1208-1220                                  | 23 de janeiro de 1220                                | Pomerânia-Estetino                     | Miroslava da Pomerélia 1210 três filhos | Filho de Boguslau I. |
| Casimiro II                                          |            | c.1180                  | 1208-1219                                  | 1219                                                 | Pomerânia-Demino                       | Ingarda da Dinamarca 1210 dois filhos | |
| Bogislau III                                         |            | antes de 1190           | c.1190-1223                                | 1223                                                 | Pomerânia-Schlawe-Stolp                | Uma filha de Mieszko III da Polónia antes de 1223 dois filhos | Filho de Boguslau II e irmão mais novo de Barnim I. A sua existência é debatida. Pode ter recebido -Sławno em 1190, pelo pai. |
| Ingarda da Dinamarca (regente)                       |            | c.1190                  | 1219-1226                                  | 1248                                                 | Pomerânia-Demino                       | Casimiro II 1210 dois filhos | Viúva de Casimiro II, rege em nome do filho, Varcislau III |
| Varcislau III                                        |            | c.1210                  | 1226-1264                                  | 17 de maio de 1264                                   | Pomerânia-Demino                       | Sofia 1236 três filhos | Após a sua morte em 1264, Barnim I herda o ducado. |
| Racibor II                                           |            | antes de 1223           | 1223-1238                                  | 1238                                                 | Pomerânia-Schlawe-Estolpe              | Não casou | Filho de Bogislau III. Há historiadores que sugerem que possa ter sido filho de Bogislau II ou de Mestuíno I da Pomerélia. |
| Miroslava da Pomerélia (regente)                     |            | 1190                    | 1220-1226                                  | 1237                                                 | Pomerânia-Estetino                     | Boguslau II 1210 três filhos | Viúva de Boguslau II, rege em nome do filho, Barnim I. |
| Barnim I O Bom                                       |            | c.1217/9                | 1226-1264                                  | 13 de dezembro de 1278                               | Pomerânia-Estetino                     | Ana Maria da Saxónia entre 4 de setembro de 1238 e 18 de julho de 1242 tr̃es filhos Margarida de Brunsvique-Luneburgo 1252 ou 1253 um filho Matilde de Brandemburgo entre 29 de março de 1263 e 20 de maio de 1267 seis filhos | Desde 1227 os duques tornaram-se vassalos do Sacro Império. Reuniu a Pomerânia. |
| Barnim I O Bom                                       | 1264-1278  | c.1217/9                | Pomerânia                                  | 13 de dezembro de 1278                               |                                        | Ana Maria da Saxónia entre 4 de setembro de 1238 e 18 de julho de 1242 tr̃es filhos Margarida de Brunsvique-Luneburgo 1252 ou 1253 um filho Matilde de Brandemburgo entre 29 de março de 1263 e 20 de maio de 1267 seis filhos | Desde 1227 os duques tornaram-se vassalos do Sacro Império. Reuniu a Pomerânia. |
| Bogislau IV                                          |            | c.1255                  | 1278-1295                                  | 19/24 de fevereiro de 1309                           | Pomerânia-Wolgast                      | Matilde de Brandemburgo-Stendal entre 1275 e 1278 sem filhos Margarida de Rügen 13 de agosto de 1284 seis filhos | Governaram em conjunto. Boguslau, filho mais velho de Barnim I, governou com a madrasta, que regia em nome dos respetivos filhos. Em 1294, libertos da regência, os três irmãos governam em conjunto até ao ano seguinte: a morte de BArnim II desencadeou a divisão da Pomerânia: Boguslau manteve Wolgast e Otão recebeu Estetino. |
| Bogislau IV                                          | 1295-1309  | c.1255                  | Pomerânia-Wolgast                          | 19/24 de fevereiro de 1309                           |                                        | Matilde de Brandemburgo-Stendal entre 1275 e 1278 sem filhos Margarida de Rügen 13 de agosto de 1284 seis filhos | Governaram em conjunto. Boguslau, filho mais velho de Barnim I, governou com a madrasta, que regia em nome dos respetivos filhos. Em 1294, libertos da regência, os três irmãos governam em conjunto até ao ano seguinte: a morte de BArnim II desencadeou a divisão da Pomerânia: Boguslau manteve Wolgast e Otão recebeu Estetino. |
| Matilde de Brandemburgo (regente)                    |            | ?                       | 1278-1294                                  | 20 de dezembro de 1316                               | Pomerânia                              | Barnim I entre 29 de março de 1263 e 20 de maio de 1267 seis filhos | Governaram em conjunto. Boguslau, filho mais velho de Barnim I, governou com a madrasta, que regia em nome dos respetivos filhos. Em 1294, libertos da regência, os três irmãos governam em conjunto até ao ano seguinte: a morte de BArnim II desencadeou a divisão da Pomerânia: Boguslau manteve Wolgast e Otão recebeu Estetino. |
| Barnim II                                            |            | c.1277                  | 1294-1295                                  | 28 de maio de 1295                                   | Pomerânia                              | Não casou | Governaram em conjunto. Boguslau, filho mais velho de Barnim I, governou com a madrasta, que regia em nome dos respetivos filhos. Em 1294, libertos da regência, os três irmãos governam em conjunto até ao ano seguinte: a morte de BArnim II desencadeou a divisão da Pomerânia: Boguslau manteve Wolgast e Otão recebeu Estetino. |
| Otão I                                               |            | 1279                    | 1294-1295                                  | 31 de dezembro de 1344                               | Pomerânia                              | Isabel da Holsácia abril de 1296 dois filhos | Governaram em conjunto. Boguslau, filho mais velho de Barnim I, governou com a madrasta, que regia em nome dos respetivos filhos. Em 1294, libertos da regência, os três irmãos governam em conjunto até ao ano seguinte: a morte de BArnim II desencadeou a divisão da Pomerânia: Boguslau manteve Wolgast e Otão recebeu Estetino. |
| Otão I                                               | 1295-1344  | 1279                    | Pomerânia-Estetino                         | 31 de dezembro de 1344                               |                                        | Isabel da Holsácia abril de 1296 dois filhos | Governaram em conjunto. Boguslau, filho mais velho de Barnim I, governou com a madrasta, que regia em nome dos respetivos filhos. Em 1294, libertos da regência, os três irmãos governam em conjunto até ao ano seguinte: a morte de BArnim II desencadeou a divisão da Pomerânia: Boguslau manteve Wolgast e Otão recebeu Estetino. |
| Varcislau IV                                         |            | antes de 1290           | 1309-1326                                  | 1 de agosto de 1326                                  | Pomerânia-Wolgast                      | Isabel de Lindow-Ruppin 11 de abril de 1316 ou 1317 tr̃ês filhos | Filho de Boguslau IV. |
| Barnim III O Grande                                  |            | c.1300                  | 1344-1368                                  | 14 de agosto de 1368                                 | Pomerânia-Estetino                     | Inês de Brunsvique-Grubenhagen 1330 cinco filhos | |
| Isabel de Lindow-Ruppin (regente)                    |            | 1300                    | 1326-c.1330                                | entre fevereiro (ou março) 1355 e 2 de julho de 1356 | Pomerânia-Wolgast                      | Varcislau IV 11 de abril de 1316 ou 1317 tr̃ês filhos | Regente em nome dos filhos, Bogislau V, Vartislau V e Barnim IV. |
| Bogislau V O Grande                                  |            | c.1318                  | c.1330-1368                                | 23 de abril de 1374                                  | Pomerânia-Wolgast                      | Isabel da Polónia 24/25 de fevereiro de 1343 três filhos Adelaide de Brunsvique-Grubenhagen 1362/3 quatro filhos | Filhos de Boguslau IV, governaram em conjunto. Em 1368, Boguslau V dividiu a terra com os herdeiros do seu irmão Barnim IV, eles mantiveram Wolgast, e Boguslau criou Stolp para ele próprio. |
| Bogislau V O Grande                                  | 1368-1374  | c.1318                  | Pomerânia-Wolgast-Stolp                    | 23 de abril de 1374                                  |                                        | Isabel da Polónia 24/25 de fevereiro de 1343 três filhos Adelaide de Brunsvique-Grubenhagen 1362/3 quatro filhos | Filhos de Boguslau IV, governaram em conjunto. Em 1368, Boguslau V dividiu a terra com os herdeiros do seu irmão Barnim IV, eles mantiveram Wolgast, e Boguslau criou Stolp para ele próprio. |
| Varcislau V O Pai do Povo                            |            | c.1 de novembro de 1326 | c.1330-1368                                | 1390                                                 | Pomerânia-Wolgast                      | Ana de Mecklemburgo-Stargard I antes de 1390 sem filhos | Filhos de Boguslau IV, governaram em conjunto. Em 1368, Boguslau V dividiu a terra com os herdeiros do seu irmão Barnim IV, eles mantiveram Wolgast, e Boguslau criou Stolp para ele próprio. |
| Barnim IV O Bom                                      |            | 1325                    | c.1330-1365                                | 22 August 1365                                       | Pomerânia-Wolgast                      | Sofia de Mecklemburgo-Werle 1343 tr̃ês filhos | Filhos de Boguslau IV, governaram em conjunto. Em 1368, Boguslau V dividiu a terra com os herdeiros do seu irmão Barnim IV, eles mantiveram Wolgast, e Boguslau criou Stolp para ele próprio. |
| Casimiro III                                         |            | 1348                    | 1368-1372                                  | 24 de agosto de 1372                                 | Pomerânia-Estetino                     | Não casou | Filho de Barnim III. |
| Bogislau VI                                          |            | c.1350                  | 1365-1393                                  | 7 de março de 1393                                   | Pomerânia-Wolgast                      | Judite de Saxe-Lauemburgo entre 1369 e 1377 sem filhos Inês de Brunsvique-Luneburgo 14/19 de setembro de 1389 Celle dois filhos                                                                                               | Filhos de Barnim IV, governaram em conjunto. Em 1377, dividiram a terra: Boguslau manteve Wolgast, e Varcislau criou o ducado de Barth para si. Contudo, como Boguslau faleceu sem descendentes, Varcislau pôde reunir a herança do seu pai. |
| Varcislau VI O Caolho                                |            | 1345                    | 1365-1377                                  | 13 de junho de 1394                                  | Pomerânia-Wolgast                      | Ana de Mecklemburgo-Stargard II 1 de outubro de 1363 quatro filhos | Filhos de Barnim IV, governaram em conjunto. Em 1377, dividiram a terra: Boguslau manteve Wolgast, e Varcislau criou o ducado de Barth para si. Contudo, como Boguslau faleceu sem descendentes, Varcislau pôde reunir a herança do seu pai. |
| Varcislau VI O Caolho                                | 1377-1393  | 1345                    | Pomerânia-Wolgast-Barth                    | 13 de junho de 1394                                  |                                        | Ana de Mecklemburgo-Stargard II 1 de outubro de 1363 quatro filhos | Filhos de Barnim IV, governaram em conjunto. Em 1377, dividiram a terra: Boguslau manteve Wolgast, e Varcislau criou o ducado de Barth para si. Contudo, como Boguslau faleceu sem descendentes, Varcislau pôde reunir a herança do seu pai. |
| Varcislau VI O Caolho                                | 1393-1394  | 1345                    | Pomerânia-Wolgast                          | 13 de junho de 1394                                  |                                        | Ana de Mecklemburgo-Stargard II 1 de outubro de 1363 quatro filhos | Filhos de Barnim IV, governaram em conjunto. Em 1377, dividiram a terra: Boguslau manteve Wolgast, e Varcislau criou o ducado de Barth para si. Contudo, como Boguslau faleceu sem descendentes, Varcislau pôde reunir a herança do seu pai. |
| Swantibor I                                          |            | c.1351                  | 1372-1413                                  | 21 de junho de 1413                                  | Pomerânia-Estetino                     | Ana de Nuremberga 17 de setembro de 1363 quatro filhos | Filhos de Barnim III, governaram em conjunto. |
| Bogislau VII O Velho                                 |            | antes de 1355           | 1372-1404                                  | 1404                                                 | Pomerânia-Estetino                     | Desconhecida antes de 1404 sem filhos | Filhos de Barnim III, governaram em conjunto. |
| Casimiro IV                                          |            | 1351                    | 1374-1377                                  | 2 de janeiro de 1377                                 | Pomerânia-Wolgast-Stolp                | Kenna da Lituânia 1360 sem filhos Margarida da Mazóvia 1368 ou 1369 sem filhos | Após a sua morte, Os seus filhos dividiram Stolp. |
| Varcislau VII                                        |            | 1363/5                  | 1377-1395                                  | 1395                                                 | Pomerânia-Wolgast-Stolp                | Maria de Mecklemburgo-Schwerin 23 de março de 1380 um filho | Filhos de Casimiro IV. Varcislau recebeu Stolp, enquanto que os seus irmãos Boguslau e Barnim receberam Stargard em conjunto. A morte de Varcislau permitiu àqueles reunir a herança do pai. Porém, havia um herdeiro em Stolp: Boguslau, que seria levado para ser criado na Dinamarca, e que mudou o seu nome para Érico. |
| Bogislau VIII Magno                                  |            | c.1364                  | 1377-1395                                  | 11 de fevereiro de 1418                              | Pomerânia-Wolgast-Stolp-Stargard       | Sofia da Holsácia c.1398 dois filhos | Filhos de Casimiro IV. Varcislau recebeu Stolp, enquanto que os seus irmãos Boguslau e Barnim receberam Stargard em conjunto. A morte de Varcislau permitiu àqueles reunir a herança do pai. Porém, havia um herdeiro em Stolp: Boguslau, que seria levado para ser criado na Dinamarca, e que mudou o seu nome para Érico. |
| Bogislau VIII Magno                                  | 1395-1418  | c.1364                  | Pomerânia-Wolgast-Stolp                    | 11 de fevereiro de 1418                              |                                        | Sofia da Holsácia c.1398 dois filhos | Filhos de Casimiro IV. Varcislau recebeu Stolp, enquanto que os seus irmãos Boguslau e Barnim receberam Stargard em conjunto. A morte de Varcislau permitiu àqueles reunir a herança do pai. Porém, havia um herdeiro em Stolp: Boguslau, que seria levado para ser criado na Dinamarca, e que mudou o seu nome para Érico. |
| Barnim V                                             |            | 1369                    | 1377-1395                                  | 1403                                                 | Pomerânia-Wolgast-Stolp-Stargard       | Edviges da Lituânia 27 de setembro de 1396 um filho | Filhos de Casimiro IV. Varcislau recebeu Stolp, enquanto que os seus irmãos Boguslau e Barnim receberam Stargard em conjunto. A morte de Varcislau permitiu àqueles reunir a herança do pai. Porém, havia um herdeiro em Stolp: Boguslau, que seria levado para ser criado na Dinamarca, e que mudou o seu nome para Érico. |
| Barnim V                                             | 1395-1403  | 1369                    | Pomerânia-Wolgast-Stolp                    | 1403                                                 |                                        | Edviges da Lituânia 27 de setembro de 1396 um filho | Filhos de Casimiro IV. Varcislau recebeu Stolp, enquanto que os seus irmãos Boguslau e Barnim receberam Stargard em conjunto. A morte de Varcislau permitiu àqueles reunir a herança do pai. Porém, havia um herdeiro em Stolp: Boguslau, que seria levado para ser criado na Dinamarca, e que mudou o seu nome para Érico. |
| Barnim VI                                            |            | c.1365                  | 1393-1405                                  | 22 de setembro de 1405                               | Pomerânia-Wolgast                      | Verónica de Nuremberga c. ou antes de 1395 três filhos | Filhos de Varcislau VI, governaram em conjunto. |
| Varcislau VIII                                       |            | 1373                    | 1393-1415                                  | 20/23 de agosto de 1415                              | Pomerânia-Wolgast                      | Inês de Saxe-Lauemburgo c. ou antes de 1398 quatro filhos | Filhos de Varcislau VI, governaram em conjunto. |
| Otão II                                              |            | c.1380                  | 1413-1428                                  | 27 de março de 1428                                  | Pomerânia-Estetino                     | Inês de Mecklemburgo-Stargard c.1411 sem filhos | Filhos de Swantibor, governaram em conjunto. |
| Casimiro V                                           |            | antes de 1380           | 1413-1435                                  | 13 de abril de 1435                                  | Pomerânia-Estetino                     | Catarina de Brunsvique-Luneburgo c. ou antes de 1420 tr̃ês filhos Isabel de Brunsvique-Grubenhagen c. ou antes de 1439 um filho                                                                                                | Filhos de Swantibor, governaram em conjunto. |
| Bogislau IX                                          |            | 1407/10                 | 1418-1446                                  | 7 de dezembro de 1446                                | Pomerânia-Wolgast-Stolp                | Maria da Mazóvia 24 de junho de 1432 Poznań two children | |
| Inês de Saxe-Lauemburgo (regente)                    |            | depois de 1373          | 1415-1417/25                               | 1435                                                 | Pomerânia-Wolgast                      | Varcislau VIII c. ou antes de 1398 quatro filhos | Regente em nome dos seus filhos, Barnim VIII e Swantibor II, e dos seus sobrinhos, filhos de Barnim VIː Varcislau IX e Barnim VII. |
| Varcislau IX                                         |            | c.1400                  | 1417/25-1457                               | 17 de abril de 1457                                  | Pomerânia-Wolgast                      | Sofia de Saxe-Lauemburgo 1420 quatro filhos | Filhos de Barnim VI e Varcislau VIII. Após aregência de Inês, dividiram as terras: os primeiros herdaram Wolgast, os segundos Barth. Como estes não tiveram descendência, Barth reverteu novamente para os filhos de Barnim VI. |
| Barnim VII O Velho                                   |            | 1390                    | 1417/25-1450                               | 22 de setembro de 1450                               | Pomerânia-Wolgast                      | Não casou | Filhos de Barnim VI e Varcislau VIII. Após aregência de Inês, dividiram as terras: os primeiros herdaram Wolgast, os segundos Barth. Como estes não tiveram descendência, Barth reverteu novamente para os filhos de Barnim VI. |
| Barnim VIII O Jovem                                  |            | entre 1405 e 1407       | 1425-1451                                  | entre 15 e 19 de dezembro de 1451                    | Pomerânia-Wolgast-Barth                | Ana de Wunstorf c. ou antes de 1434 um filho | Filhos de Barnim VI e Varcislau VIII. Após aregência de Inês, dividiram as terras: os primeiros herdaram Wolgast, os segundos Barth. Como estes não tiveram descendência, Barth reverteu novamente para os filhos de Barnim VI. |
| Swantibor II O Calmo                                 |            | c.1408                  | 1425-1432                                  | 1432                                                 | Pomerânia-Wolgast-Barth                | Não casou | Filhos de Barnim VI e Varcislau VIII. Após aregência de Inês, dividiram as terras: os primeiros herdaram Wolgast, os segundos Barth. Como estes não tiveram descendência, Barth reverteu novamente para os filhos de Barnim VI. |
| Conselho de Regência na Pomerânia-Estetino:1435-1443 |            |                         |                                            |                                                      |                                        | | |
| Joaquim I O Jovem                                    |            | 1424                    | 1435-1451                                  | 4 de outubro de 1451                                 | Pomerânia-Estetino                     | Isabel de Brandemburgo 29 de setembro de 1440 um filho | Filho de Casimiro V. |
| Maria da Mazóvia (regente)                           |            | 1408/15                 | 1446-1449                                  | 14 de fevereiro de 1454                              | Pomerânia-Wolgast-Stolp                | Bogislau IX 24 de junho de 1432 Posnânia dois filhos | Regente em nome do primo do esposo, Érico I, na sua estadia na Escandinávia. |
| Érico I                                              |            | 1381/2                  | 1449-1459                                  | 3 de maio de 1459                                    | Pomerânia-Wolgast-Stolp                | Filipa da Inglaterra 26 de outubro de 1406 Lund um filho | Filho de Varcislau VII. Foi, em 1412, eleito Rei da União de Kalmar, entre a Dinamarca, Noruega e Suécia. |
| Varcislau X                                          |            | 1435                    | 1457-1478                                  | 17 de dezembro de 1478                               | Pomerânia-Wolgast-Barth                | Isabel de Brandemburgo 5 de março de 1454 dois filhos Madalena de Mecklemburgo-Stargard 1472 sem filhos | Son of Wartislaw IX. |
| Otão III                                             |            | 29 de maio de 1444      | 1460-1464                                  | 7 de setembro de 1464                                | Pomerânia-Estetino                     | Não casou | Filho de Varcislau IX de Wolgast. |
| Érico II                                             |            | entre 1418 e 1425       | 1457-1464                                  | 5 de julho de 1474                                   | Pomerânia-Wolgast                      | Sofia da Pomerânia-Stolp 1451 doze filhos | FIlho de Varcislau IX. Em 1464 reuniu Wolgast e Estetino. |
| Érico II                                             | 1464-1474  | entre 1418 e 1425       | Pomerânia-Wolgast ePomerânia-Estetino      | 5 de julho de 1474                                   |                                        | Sofia da Pomerânia-Stolp 1451 doze filhos | FIlho de Varcislau IX. Em 1464 reuniu Wolgast e Estetino. |
| Bogislau X O Grande                                  |            | 3 de junho de 1454      | 1474-1478                                  | 5 de outubro de 1523                                 | Pomerânia-Wolgast e Pomerânia-Estetino | Margarida de Brandemburgo I 20 de setembro de 1477 Prenzlau sem filhos Ana da Polónia 2 de fevereiro de 1491 Estetino oito filhos                                                                                             | Filho de Érico II, reuniu todo o Ducado em 1478. |
| Bogislau X O Grande                                  | 1478-1523  | 3 de junho de 1454      | Pomerânia                                  | 5 de outubro de 1523                                 |                                        | Margarida de Brandemburgo I 20 de setembro de 1477 Prenzlau sem filhos Ana da Polónia 2 de fevereiro de 1491 Estetino oito filhos                                                                                             | Filho de Érico II, reuniu todo o Ducado em 1478. |
| Jorge I                                              |            | 11 de abril de 1493     | 1523-1531                                  | 10 de maio de 1531                                   | Pomerânia                              | Amália do Palatinado 22 de maio de 1513 Estetino tr̃ês filhos Margarida de Brandemburgo II 23 de janeiro de 1530 Berlim um filho                                                                                               | Filhos de Boguslau X; governaram em conjunto. Aoós a morte de Jorge, Barnim dividu a Pomerânia com o seu irmão Filipe. Após a sua morte sem descendentes, a Pomerânia-Estetino passou para um dos filhos de Filipe. |
| Barnim IX O Piedoso                                  |            | 2 de dezembro de 1501   | 1523-1531                                  | 2 de novembro de 1573                                | Pomerânia                              | Ana de Brunsvique-Luneburgo 2 de fevereiro de 1525 Estetino sete filhos | Filhos de Boguslau X; governaram em conjunto. Aoós a morte de Jorge, Barnim dividu a Pomerânia com o seu irmão Filipe. Após a sua morte sem descendentes, a Pomerânia-Estetino passou para um dos filhos de Filipe. |
| Barnim IX O Piedoso                                  | 1531-1569  | 2 de dezembro de 1501   | Pomerânia-Estetino                         | 2 de novembro de 1573                                |                                        | Ana de Brunsvique-Luneburgo 2 de fevereiro de 1525 Estetino sete filhos | Filhos de Boguslau X; governaram em conjunto. Aoós a morte de Jorge, Barnim dividu a Pomerânia com o seu irmão Filipe. Após a sua morte sem descendentes, a Pomerânia-Estetino passou para um dos filhos de Filipe. |
| Filipe I O Piedoso                                   |            | 14 de julho de 1515     | 1531-1560                                  | 14 de fevereiro de 1560                              | Pomerânia-Wolgast                      | Maria da Saxónia 27 de fevereiro de 1536 Torgau ten children | Filho de Jorge I. |
| Ernesto Luís I O Belo                                |            | 20 de novembro de 1545  | 1560-1592                                  | 17 de junho de 1592                                  | Pomerânia-Wolgast                      | Sofia Edviges de Brunvique-Volfembutel 20 de outubro de 1577 Wolgast três filhos | Filhos de Filipe I, governaram em conjunto. Dividiram Wolgast em 1569: Ernesto Luís manteria Wolgast; João Frederico receberia Estetino, herdado do tio que falecera nesse ano; Boguslau (XIII na família, mas o décimo primeiro a governar) recebeu Barth e Neuenkamp (depois Franzburgo), e Barnim recebeu Rügenwalde. Em 1592 Boguslau seria tutor do sobrinho, FIlipe Júlio. Em 1600, depois da morte de João Frederico sem descendentes, a terra foi herdada por Barnim, que juntou Rügenwalde a Estetino. Este também faleceria sem fihos e Boguslau herdou Estetino em 1603, dando no entanto Rügenwalde ao seu filho Jorge, e Barth e Neuenkamp a Filipe Júlio. |
| João Frederico I O Forte                             |            | 27 de agosto de 1542    | 1560-1569                                  | 9 de fevereiro de 1600                               | Pomerânia-Wolgast                      | Edmunda de Brandemburgo 17 de fevereiro de 1577 Estetino sem filhos | Filhos de Filipe I, governaram em conjunto. Dividiram Wolgast em 1569: Ernesto Luís manteria Wolgast; João Frederico receberia Estetino, herdado do tio que falecera nesse ano; Boguslau (XIII na família, mas o décimo primeiro a governar) recebeu Barth e Neuenkamp (depois Franzburgo), e Barnim recebeu Rügenwalde. Em 1592 Boguslau seria tutor do sobrinho, FIlipe Júlio. Em 1600, depois da morte de João Frederico sem descendentes, a terra foi herdada por Barnim, que juntou Rügenwalde a Estetino. Este também faleceria sem fihos e Boguslau herdou Estetino em 1603, dando no entanto Rügenwalde ao seu filho Jorge, e Barth e Neuenkamp a Filipe Júlio. |
| João Frederico I O Forte                             | 1569-1600  | 27 de agosto de 1542    | Pomerânia-Estetino                         | 9 de fevereiro de 1600                               |                                        | Edmunda de Brandemburgo 17 de fevereiro de 1577 Estetino sem filhos | Filhos de Filipe I, governaram em conjunto. Dividiram Wolgast em 1569: Ernesto Luís manteria Wolgast; João Frederico receberia Estetino, herdado do tio que falecera nesse ano; Boguslau (XIII na família, mas o décimo primeiro a governar) recebeu Barth e Neuenkamp (depois Franzburgo), e Barnim recebeu Rügenwalde. Em 1592 Boguslau seria tutor do sobrinho, FIlipe Júlio. Em 1600, depois da morte de João Frederico sem descendentes, a terra foi herdada por Barnim, que juntou Rügenwalde a Estetino. Este também faleceria sem fihos e Boguslau herdou Estetino em 1603, dando no entanto Rügenwalde ao seu filho Jorge, e Barth e Neuenkamp a Filipe Júlio. |
| Barnim X O Jovem                                     |            | 15 de fevereiro de 1549 | 1560-1569                                  | 1 de setembro de 1603                                | Pomerânia-Wolgast                      | Ana Maria de Brandemburgo 8 de janeiro de 1581 Berlim sem filhos | Filhos de Filipe I, governaram em conjunto. Dividiram Wolgast em 1569: Ernesto Luís manteria Wolgast; João Frederico receberia Estetino, herdado do tio que falecera nesse ano; Boguslau (XIII na família, mas o décimo primeiro a governar) recebeu Barth e Neuenkamp (depois Franzburgo), e Barnim recebeu Rügenwalde. Em 1592 Boguslau seria tutor do sobrinho, FIlipe Júlio. Em 1600, depois da morte de João Frederico sem descendentes, a terra foi herdada por Barnim, que juntou Rügenwalde a Estetino. Este também faleceria sem fihos e Boguslau herdou Estetino em 1603, dando no entanto Rügenwalde ao seu filho Jorge, e Barth e Neuenkamp a Filipe Júlio. |
| Barnim X O Jovem                                     | 1569-1603  | 15 de fevereiro de 1549 | Pomerânia-Estetino                         | 1 de setembro de 1603                                |                                        | Ana Maria de Brandemburgo 8 de janeiro de 1581 Berlim sem filhos | Filhos de Filipe I, governaram em conjunto. Dividiram Wolgast em 1569: Ernesto Luís manteria Wolgast; João Frederico receberia Estetino, herdado do tio que falecera nesse ano; Boguslau (XIII na família, mas o décimo primeiro a governar) recebeu Barth e Neuenkamp (depois Franzburgo), e Barnim recebeu Rügenwalde. Em 1592 Boguslau seria tutor do sobrinho, FIlipe Júlio. Em 1600, depois da morte de João Frederico sem descendentes, a terra foi herdada por Barnim, que juntou Rügenwalde a Estetino. Este também faleceria sem fihos e Boguslau herdou Estetino em 1603, dando no entanto Rügenwalde ao seu filho Jorge, e Barth e Neuenkamp a Filipe Júlio. |
| Barnim X O Jovem                                     | 1569-1603  | 15 de fevereiro de 1549 | Pomerânia-Estetino-Rügenwalde              | 1 de setembro de 1603                                |                                        | Ana Maria de Brandemburgo 8 de janeiro de 1581 Berlim sem filhos | Filhos de Filipe I, governaram em conjunto. Dividiram Wolgast em 1569: Ernesto Luís manteria Wolgast; João Frederico receberia Estetino, herdado do tio que falecera nesse ano; Boguslau (XIII na família, mas o décimo primeiro a governar) recebeu Barth e Neuenkamp (depois Franzburgo), e Barnim recebeu Rügenwalde. Em 1592 Boguslau seria tutor do sobrinho, FIlipe Júlio. Em 1600, depois da morte de João Frederico sem descendentes, a terra foi herdada por Barnim, que juntou Rügenwalde a Estetino. Este também faleceria sem fihos e Boguslau herdou Estetino em 1603, dando no entanto Rügenwalde ao seu filho Jorge, e Barth e Neuenkamp a Filipe Júlio. |
| Bogislau XI                                          |            | 9 de agosto de 1544     | 1560-1569                                  | 7 de março de 1606                                   | Pomerânia-Wolgast                      | Clara de Brunsvique-Luneburgo 8 de setembro de 1572 onze filhos Ana de Schleswig-Holstein-Sonderburg 31 de maio de 1601 sem filhos                                                                                            | Filhos de Filipe I, governaram em conjunto. Dividiram Wolgast em 1569: Ernesto Luís manteria Wolgast; João Frederico receberia Estetino, herdado do tio que falecera nesse ano; Boguslau (XIII na família, mas o décimo primeiro a governar) recebeu Barth e Neuenkamp (depois Franzburgo), e Barnim recebeu Rügenwalde. Em 1592 Boguslau seria tutor do sobrinho, FIlipe Júlio. Em 1600, depois da morte de João Frederico sem descendentes, a terra foi herdada por Barnim, que juntou Rügenwalde a Estetino. Este também faleceria sem fihos e Boguslau herdou Estetino em 1603, dando no entanto Rügenwalde ao seu filho Jorge, e Barth e Neuenkamp a Filipe Júlio. |
| Bogislau XI                                          | 1569-1603  | 9 de agosto de 1544     | Pomerânia-Wolgast-Barth                    | 7 de março de 1606                                   |                                        | Clara de Brunsvique-Luneburgo 8 de setembro de 1572 onze filhos Ana de Schleswig-Holstein-Sonderburg 31 de maio de 1601 sem filhos                                                                                            | Filhos de Filipe I, governaram em conjunto. Dividiram Wolgast em 1569: Ernesto Luís manteria Wolgast; João Frederico receberia Estetino, herdado do tio que falecera nesse ano; Boguslau (XIII na família, mas o décimo primeiro a governar) recebeu Barth e Neuenkamp (depois Franzburgo), e Barnim recebeu Rügenwalde. Em 1592 Boguslau seria tutor do sobrinho, FIlipe Júlio. Em 1600, depois da morte de João Frederico sem descendentes, a terra foi herdada por Barnim, que juntou Rügenwalde a Estetino. Este também faleceria sem fihos e Boguslau herdou Estetino em 1603, dando no entanto Rügenwalde ao seu filho Jorge, e Barth e Neuenkamp a Filipe Júlio. |
| Bogislau XI                                          | 1603-1606  | 9 de agosto de 1544     | Pomerânia-Estetino                         | 7 de março de 1606                                   |                                        | Clara de Brunsvique-Luneburgo 8 de setembro de 1572 onze filhos Ana de Schleswig-Holstein-Sonderburg 31 de maio de 1601 sem filhos                                                                                            | Filhos de Filipe I, governaram em conjunto. Dividiram Wolgast em 1569: Ernesto Luís manteria Wolgast; João Frederico receberia Estetino, herdado do tio que falecera nesse ano; Boguslau (XIII na família, mas o décimo primeiro a governar) recebeu Barth e Neuenkamp (depois Franzburgo), e Barnim recebeu Rügenwalde. Em 1592 Boguslau seria tutor do sobrinho, FIlipe Júlio. Em 1600, depois da morte de João Frederico sem descendentes, a terra foi herdada por Barnim, que juntou Rügenwalde a Estetino. Este também faleceria sem fihos e Boguslau herdou Estetino em 1603, dando no entanto Rügenwalde ao seu filho Jorge, e Barth e Neuenkamp a Filipe Júlio. |
| Filipe Júlio                                         |            | 27 de dezembro de 1584  | 1603-1625                                  | 6 de fevereiro de 1625                               | Pomerânia-Wolgast                      | Inês de Brandemburgo 25 de junho de 1604 Berlim sem filhos | Filho de Ernesto Luís. |
| Jorge II                                             |            | 30 de janeiro de 1582   | 1603-1617                                  | 27 de março de 1617                                  | Pomerânia-Estetino-Rügenwalde          | Não casou | Irmão de Filipe II, Francisco e Bogislau XIV. Co-governante do irmão, Bogislau XIV. |
| Filipe II O Piedoso                                  |            | 29 July 1573            | 1606-1618                                  | 3 February 1618                                      | Pomerânia-Estetino                     | Sofia de Schleswig-Holstein-Sonderburg 10 de março de 1607 Treptow an der Rega sem filhos | Filho de Boguslau XI. |
| Francisco                                            |            | 24 March 1577           | 1618-1620                                  | 27 November 1620                                     | Pomerânia-Estetino                     | Sofia da Saxónia 26 de agosto de 1610 Dresden sem filhos | Irmão de Filipe II. |
| Bogislau XII O Sociável                              |            | 31 de março de 1580     | 1603-1625                                  | 10 de março de 1637                                  | Pomerânia- Rügenwalde                  | Isabel de Schleswig-Holstein-Sonderburg 1615 sem filhos | Filho de Boguslau XI, é XIV na família, mas o décimo segundo a governar. Herdou as posses da família e reuniu a Pomerânia, mas não deixou descendência. A Pomerânia, após a sua morte, foi anexada ao Reino da Suécia. |
| Bogislau XII O Sociável                              | 1620-1625  | 31 de março de 1580     | Pomerânia- Rügenwalde e Pomerânia-Estetino | 10 de março de 1637                                  |                                        | Isabel de Schleswig-Holstein-Sonderburg 1615 sem filhos | Filho de Boguslau XI, é XIV na família, mas o décimo segundo a governar. Herdou as posses da família e reuniu a Pomerânia, mas não deixou descendência. A Pomerânia, após a sua morte, foi anexada ao Reino da Suécia. |
| Bogislau XII O Sociável                              | 1625-1637  | 31 de março de 1580     | Pomerânia                                  | 10 de março de 1637                                  |                                        | Isabel de Schleswig-Holstein-Sonderburg 1615 sem filhos | Filho de Boguslau XI, é XIV na família, mas o décimo segundo a governar. Herdou as posses da família e reuniu a Pomerânia, mas não deixou descendência. A Pomerânia, após a sua morte, foi anexada ao Reino da Suécia. |

## Ducado da Pomerélia
Em 1155, as terras de Esviatopolque I tornaram-se independentes sob Sobieslau I, possível descendente, e fundador da Casa Samborida e do Ducado da Pomerélia. 
Estes duques usavam o título latino dux Pomeraniae ("Duque da Pomerânia") ou dux Pomeranorum ("Duque dos Pomeranos"). 

O Grifo da Pomerélia

### Partições do Ducado da Pomerélia
Em 1215, a Pomerelia foi dividida em ducados mais pequenos: Gedano, Bialogárdia, Lubiszewo e Świecie.
      Gedano
      Bialogárdia
      Lubiszewo
      Świecie
| Ducado of Pomerelia-Gedano Independente em 1215. | Ducado da Pomerélia-Bialogárdia Independente em 1215. | Ducado da Pomerélia-Lubiszewo Independente em 1215. | Ducado da Pomerélia-Świecie Independente em 1215. |

Em 1271 o ducado é reunido e em 1296 anexado ao Reino da Polónia

### Duques da Pomerélia

#### Não dinásticos
| Governante      | Governante | Nascimento    | Governo   | Morte | Território                          | Consorte     | Notas                                                                               |
| --------------- | ---------- | ------------- | --------- | ----- | ----------------------------------- | ------------ | ----------------------------------------------------------------------------------- |
| Esviatopolque I |            | antes de 1106 | 1106-1113 | 1113  | Pomerânia-Gedano (futura Pomerélia) | Desconhecida | Apesar de não ter sido duque, governou terras que formariam mais tarde este ducado. |

#### Casa Samborida(1155-1296)
| Governante                | Governante | Nascimento | Governo   | Morte                                    | Território                              | Consorte | Notas |
| ------------------------- | ---------- | ---------- | --------- | ---------------------------------------- | --------------------------------------- | --- | --- |
| Sobieslau I               |            | c.1130     | 1155-1178 | 1178                                     | Pomerélia                               | Desconhecida antes de 1150 dois filhos | Fundador da família. |
| Sambor I                  |            | c.1150     | 1178-1205 | 7 de fevereiro ou 30 de dezembro de 1205 | Pomerélia                               | Desconhecida antes de 1205 dois filhos | |
| Mestuíno I O Pacífico     |            | c.1160     | 1205-1220 | 1/2 de julho de 1220                     | Pomerélia                               | Zvinislava da Polónia c.1190 oito filhos | Irmão de Sambor. |
| Esviatopolque II O Grande |            | c.1190     | 1220-1266 | 11 de janeiro 1266                       | Pomerélia-Gedano                        | Salomé de Halych antes de 1220 um filho Eufrosina da Grã-Polónia c.1220 dois filhos Hermengarda de Mecklemburgo-Schwerin c.1230 dois filhos | Filho de Mestuíno I, governou em Gedano com o título Dux a partir de 1227.                                                                                                |
| Varcislau I               |            | c.1195     | 1220-1233 | 11 de janeiro de 1233                    | Pomerélia-Bialogárdia-Lubiszewo-Świecie | Não casou | Filho de Mestuíno I, governou em Świecie com o título duque a partir de 1227. Após a sua morte sem descendentes os seus domínios foram divididos pelos irmãos mais novos. |
| Racibor I                 |            | c.1212     | 1233-1262 | 6 de junho de 1272                       | Pomerélia-Bialogárdia                   | Não casou | Filho de Mestuíno I. Juntou-se à Ordem Teutónica em 1262 e Bialogárdia reverteu para Gedano.                                                                              |
| Sambor II                 |            | c.1212     | 1233-1270 | 30 de dezembro e 1277                    | Pomerélia-Lubiszewo                     | Matilde de Mecklemburgo seis filhos | Filho de Mestuíno I. Residente, inicialmente, num burgo na posterior localidade de Lubiszewo. Após a fundação de Tczew, mudou para aí a sua residência.                   |
| Mestuíno II               |            | 1220       | 1233-1270 | 29 de dezembro de 1294                   | Pomerélia-Świecie                       | Judite de Wettin antes de 1275 dois filhos Eufrosina de Opole 1275 (anulado em 1288) sem filhos Sulislava depois de 1288 sem filhos         | Filho de Esviatopolque I. Em 1270, reuniu o ducado. |
| Varcislau II              |            | 1237       | 1266-1270 | 9 de maio de 1271                        | Pomerélia-Gedano                        | Não casou | Filho de Esviatopolque II. Após a sua morte sem descendentes, Gedano foi anexada à recém-reunida Pomerélia.                                                               |
| Mestuíno II               |            | 1220       | 1270-1294 | 29 de dezembro 1294                      | Pomerélia                               | Judite de Wettin antes de 1275 dois filhos Eufrosina de Opole 1275 (anulado em 1288) sem filhos Sulislava depois de 1288 sem filhos         | Reúne o ducado em 1270. Em 1294, a Pomerélia foi anexada ao Reino da Polónia.                                                                                             |

Em 1296, a Pomerélia foi anexada à Cujávia, em 1299 pertenceu à Polónia. A partir de 1308 fez parte dos estados da Ordem Teutónica. Entre 1454 e 1466, na Guerra dos Treze Anos tentou-se separar da Ordem Militar, e acabou em união pessoal com a Polónia, integrando a República das Duas Nações até 1772, quando foi anexada ao Reino da Prússia. Em 1920 retorna à Polónia, ressurgida no  final da 1ª Guerra Mundial, com exceção da cidade de Danzigue, que formou a Cidade Livre de Danzigue. Desde 1945 toda a Pomerânia faz parte da Polónia.